# AP2M1
AP2M1 (AP-2 kompleks podjedinica mi) je protein koji je kod ljudi kodiran  genom.
Ovaj gen kodira podjedinicu heterotetramernog proteinskog kompleksa 2 (AP2). Ovaj protein je neophodan za aktivnost vakuolarnih ATPaza, koje su odgovorne za pumpanje protona do kojeg dolazi tokom acidifikacije endozoma i lizozoma. On takođe učestvuje u regulaciji intraćelijskog prenosa i funkcije CTLA-4 proteina. Postoje dve transkriptne varijante koje kodiraju različite izoforme.

## Interakcije
Za AP2M1 je pokazano da interaguje sa CTLA-4 i alfa-1B adrenergičkim receptorom.

## Literatura
- Ohno H; Stewart J; Fournier MC;  . (1995). „Interaction of tyrosine-based sorting signals with clathrin-associated proteins”. Science. 269 (5232): 1872—1875. PMID 7569928. doi:10.1126/science.7569928.
- Nagase T; Miyajima N; Tanaka A;  . (1995). „Prediction of the coding sequences of unidentified human genes. III. The coding sequences of 40 new genes (KIAA0081-KIAA0120) deduced by analysis of cDNA clones from human cell line KG-1”. DNA Res. 2 (1): 37—43. PMID 7788527. doi:10.1093/dnares/2.1.37.
- Liu Q, Feng Y, Forgac M (1995). „Activity and in vitro reassembly of the coated vesicle (H+)-ATPase requires the 50-kDa subunit of the clathrin assembly complex AP-2”. J. Biol. Chem. 269 (50): 31592—7. PMID 7989329.
- Pauloin A, Thurieau C (1994). „The 50 kDa protein subunit of assembly polypeptide (AP) AP-2 adaptor from clathrin-coated vesicles is phosphorylated on threonine-156 by AP-1 and a soluble AP50 kinase which co-purifies with the assembly polypeptides”. Biochem. J. 296 ( Pt 2): 409—15. PMC 1137711 . PMID 8257432.
- Chang MP, Mallet WG, Mostov KE, Brodsky FM (1993). „Adaptor self-aggregation, adaptor-receptor recognition and binding of alpha-adaptin subunits to the plasma membrane contribute to recruitment of adaptor (AP2) components of clathrin-coated pits”. EMBO J. 12 (5): 2169—80. PMC 413438 . PMID 8491205.
- Wang X, Kilimann MW (1997). „Identification of two new mu-adaptin-related proteins, mu-ARP1 and mu-ARP2”. FEBS Lett. 402 (1): 57—61. PMID 9013859. doi:10.1016/S0014-5793(96)01500-1.
- Chuang E; Alegre ML; Duckett CS;  . (1997). „Interaction of CTLA-4 with the clathrin-associated protein AP50 results in ligand-independent endocytosis that limits cell surface expression”. J. Immunol. 159 (1): 144—51. PMID 9200449.
- Zhang Y, Allison JP (1997). „Interaction of CTLA-4 with AP50, a clathrin-coated pit adaptor protein”. Proc. Natl. Acad. Sci. U.S.A. 94 (17): 9273—9278. PMC 23153 . PMID 9256472. doi:10.1073/pnas.94.17.9273.
- Ohno H; Aguilar RC; Fournier MC;  . (1998). „Interaction of endocytic signals from the HIV-1 envelope glycoprotein complex with members of the adaptor medium chain family”. Virology. 238 (2): 305—315. PMID 9400603. doi:10.1006/viro.1997.8839.
- Santini F, Marks MS, Keen JH (1998). „Endocytic clathrin-coated pit formation is independent of receptor internalization signal levels”. Mol. Biol. Cell. 9 (5): 1177—94. PMC 25339 . PMID 9571248.
- Owen DJ, Evans PR (1998). „A structural explanation for the recognition of tyrosine-based endocytotic signals”. Science. 282 (5392): 1327—1332. PMID 9812899. doi:10.1126/science.282.5392.1327.
- Berlioz-Torrent C; Shacklett BL; Erdtmann L;  . (1999). „Interactions of the cytoplasmic domains of human and simian retroviral transmembrane proteins with components of the clathrin adaptor complexes modulate intracellular and cell surface expression of envelope glycoproteins”. J. Virol. 73 (2): 1350—61. PMC 103959 . PMID 9882340.
- Teuchert M, Berghöfer S, Klenk HD, Garten W (2000). „Recycling of furin from the plasma membrane. Functional importance of the cytoplasmic tail sorting signals and interaction with the AP-2 adaptor medium chain subunit”. J. Biol. Chem. 274 (51): 36781—36789. PMID 10593987. doi:10.1074/jbc.274.51.36781.
- Umeda A, Meyerholz A, Ungewickell E (2000). „Identification of the universal cofactor (auxilin 2) in clathrin coat dissociation”. Eur. J. Cell Biol. 79 (5): 336—342. PMID 10887964. doi:10.1078/S0171-9335(04)70037-0.
- Jullien-Flores V; Mahé Y; Mirey G;  . (2000). „RLIP76, an effector of the GTPase Ral, interacts with the AP2 complex: involvement of the Ral pathway in receptor endocytosis”. J. Cell. Sci. 113 ( Pt 16): 2837—44. PMID 10910768.
- Wyss S; Berlioz-Torrent C; Boge M;  . (2001). „The highly conserved C-terminal dileucine motif in the cytosolic domain of the human immunodeficiency virus type 1 envelope glycoprotein is critical for its association with the AP-1 clathrin adaptor [correction of adapter]”. J. Virol. 75 (6): 2982—2992. PMC 115924 . PMID 11222723. doi:10.1128/JVI.75.6.2982-2992.2001.
- Morris SM, Cooper JA (2001). „Disabled-2 colocalizes with the LDLR in clathrin-coated pits and interacts with AP-2”. Traffic. 2 (2): 111—123. PMID 11247302. doi:10.1034/j.1600-0854.2001.020206.x.
- Follows ER; McPheat JC; Minshull C;  . (2001). „Study of the interaction of the medium chain mu 2 subunit of the clathrin-associated adapter protein complex 2 with cytotoxic T-lymphocyte antigen 4 and CD28”. Biochem. J. 359 (Pt 2): 427—34. PMC 1222163 . PMID 11583591. doi:10.1042/0264-6021:3590427.
- Friocourt G; Chafey P; Billuart P;  . (2001). „Doublecortin interacts with mu subunits of clathrin adaptor complexes in the developing nervous system”. Mol. Cell. Neurosci. 18 (3): 307—319. PMID 11591131. doi:10.1006/mcne.2001.1022.